# Karolos Papulias
Karolos Papulias (gr. Κάρολος Παπούλιας, wym. [ˈkarolos paˈpuʎas]; ur. 4 czerwca 1929 w Janinie, zm. 26 grudnia 2021 w Atenach) – grecki polityk, działacz Panhelleńskiego Ruchu Socjalistycznego (PASOK), długoletni poseł do Parlamentu Hellenów, dwukrotnie minister spraw zagranicznych, w latach 2005–2015 prezydent Grecji.

## Życiorys
Urodził się w nomosie Janina jako syn generała brygady Jeorjosa Papuliasa. W młodości trenował piłkę ręczną, wchodził w skład kadry narodowej. Był również mistrzem Grecji w skoku o tyczce.
Studiował prawo na Uniwersytecie Narodowym im. Kapodistriasa w Atenach oraz na Uniwersytecie w Mediolanie, po czym uzyskał doktorat Uniwersytecie Kolońskim. Od 1963 praktykował jako prawnik, współpracował też z instytutem naukowym w Monachium zajmującym się tematyką Europy Południowo-Wschodniej. W okresie dyktatury czarnych pułkowników (1967–1974) pozostawał na emigracji, współtworzył antyrządowe audycje dla greckiej rozgłośni radiowej Deutsche Welle, uczestniczył w powoływaniu opozycyjnych organizacji politycznych działających w ramach diaspory.
W 1974 dołączył do komitetu centralnego Panhelleńskiego Ruchu Socjalistycznego, od 1975 do 1985 był sekretarzem PASOK-u do spraw międzynarodowych. W 1977 po raz pierwszy został wybrany na posła do Parlamentu Hellenów w okręgu wyborczym Janina. Z powodzeniem ubiegał się o reelekcję w wyborach w 1981, 1985, czerwcu 1989, listopadzie 1989, 1990, 1993, 1996 i 2000. Mandat deputowanego sprawował do 2004, gdy nie ubiegał się o reelekcję. Od 1985 był prezesem greckiego zrzeszenia sportowego, współtworzył również stowarzyszenie zajmujące się dziedzictwem języka greckiego.
Od października 1981 do lutego 1984 pełnił funkcję sekretarza stanu w resorcie spraw zagranicznych. Następnie do lipca 1985 był zastępcą ministra. Od lipca 1985 do lipca 1989 sprawował urząd ministra spraw zagranicznych w rządzie Andreasa Papandreu. Od listopada 1989 do lutego 1990 był wiceministrem obrony narodowej w technicznym gabinecie Ksenofona Zolotasa. W październiku 1993 premier Andreas Papandreu ponownie powierzył mu kierownictwo MSZ, stanowisko to zajmował do stycznia 1996. Jako minister spraw zagranicznych działał na rzecz włączenia Cypru do Unii Europejskiej, a także uczestniczył przy rozwiązywaniu konfliktów na Bliskim Wschodzie.
12 grudnia 2004 premier Kostas Karamanlis z Nowej Demokracji zaproponował jego kandydaturę na stanowisko prezydenta Grecji po kończącym drugą kadencję Konstandinosie Stefanopulosie. W głosowaniu w Parlamencie Hellenów Karolos Papulias został wybrany na ten urząd 279 głosami deputowanych ND i PASOK-u (na 300 możliwych). Pierwszą kadencję rozpoczął 12 marca 2005. 3 lutego 2010 został wybrany na drugą kadencję, otrzymując 268 głosów. Poparli go ponownie parlamentarzyści PASOK-u i Nowej Demokracji, a także przedstawiciele prawicowej partii LAOS. Deputowani dwóch partii komunistycznych ponownie wstrzymali się od głosu. Zakończył pełnienie tej funkcji 13 marca 2015.

## Odznaczenia i wyróżnienia
Odznaczony Orderem Słonia (2006), Krzyżem Komandorskim z Gwiazdą Orderu Odrodzenia Polski (1995), Orderem Orła Białego (2013), Wielkim Orderem Króla Tomisława (2007) oraz medalem jubileuszowym „60-lecia zwycięstwa w Wielkiej Wojnie Ojczyźnianej.
W 2017 został uhonorowany tytułem honorowego obywatela miasta Gjirokastër

## Życie prywatne
Był żonaty z Mei Panu, miał trzy córki.